# ょすみん。
『ょすみん。』（よすみん）はスクウェア・エニックスから発売、配信されているパズルゲーム。2007年には「ょすみん。DS」のタイトルでニンテンドーDS用ソフトとして発売された。同題名のブラウザゲームが原作。

## 概要
ょすみん。は、四角形の枠を作って消すゲームで、正方形のステージの中に表示されるブロック「ょすみん。」の同じ色で四角形を作ることによってその中を消すことができるというもの。消したところには、また別の新しいブロックが形成される。指定されたブロックを一定数消すか、指定された消し方を一定数行うと「のるま」達成となりゲームクリアとなる。時間の指定（タイムゲージ）があり、時間以内に「のるま」を達成できないとゲームオーバーとなるが、ブロックを消すことによって残り時間を増やすことはできる。

## 操作
- ブロックの色は全部で6色あるが、最初は3色からはじまる。そのほかに、「ワルょすみん。」や、「でかょすみん。」「はねょすみん。」などの特殊ブロックがある。後述。
- 画面左側にひみつボックスがあるが、この中を同じ色で揃えると、ひみつボーナスの獲得となり、ボックスのなかで揃えた色と同じブロックが全て消える。
- ブロックを消す操作を素早く行うことによって連鎖を発生させることができ、それによって「のるま」を軽減できる。
- ブロックを消したときに正方形を作っていると「ましかく!」になり、ひみつボックスがいつもより多くたまる。
- 対戦モードは自分のブロックを消すことによって、相手の邪魔になるワルょすみん。やでかょすみん。を送りつけて競い、先にタイムゲージが尽きたほうの負けとなる。
- 消したブロックの数に応じて少ないほうからちょい消し。、やや消し!、スゴ消し!!、ょすみん!（全消し）になる。消したブロックが多い方が、残り時間は多く回復する。

## ブロック
- 通常のょすみん。 - 普通のょすみん。全6色。
- ワルょすみん。 - これを消すと、ブロックがシャッフルされる。
- からょすみん。 - 一度消すことによって通常のょすみん。になる。
- でかょすみん。 - 大きいょすみん。四角形を作ることの妨げになるため邪魔になるが、このブロックを四隅の１つとして消したとき、ひみつボックスを多くためることができる。
- はねょすみん。 - 他のブロックと位置を入れ替えることができる。
- かみょすみん。 - どの色のょすみん。の代用にもなるブロックで、このブロックを消すと残り時間を多く回復することができる。